# Lista monumentelor istorice din județul Brașov - M

Simbol pentru monumentele istorice

Lista monumentelor istorice din județul Brașov - M cuprinde monumentele istorice înscrise în Patrimoniul cultural național al României și aflate în localități ce încep cu litera M din județul Brașov.
Lista completă este menținută și actualizată periodic de către Ministerul Culturii, Cultelor și Patrimoniului Național din România, prin intermediul Institutului Național al Patrimoniului, ultima versiune datând din 2015. Această listă cuprinde și actualizările ulterioare, realizate prin ordin al ministrului culturii.
| Cod LMI                               | Denumire                                     | Localitate                         | Localizare                                 | Datare, Creatori              | Imagine               | Erori             |
| ------------------------------------- | -------------------------------------------- | ---------------------------------- | ------------------------------------------ | ----------------------------- | --------------------- | ----------------- |
| BV-II-a-A-11727 (RAN: 41391.09)       | Ansamblul bisericii evanghelice fortificate  | sat Măieruș; comuna Măieruș        | 88                                         | sec. XV - XIX                 | Alte imagini          | Raportează eroare |
| BV-II-m-A-11727.01 (RAN: 41391.09.01) | Biserica evanghelică                         | sat Măieruș; comuna Măieruș        | 88                                         | sec. XV,1791 - 1793           |                       | Raportează eroare |
| BV-II-m-A-11727.02 (RAN: 41391.09.02) | Incintă fortificată                          | sat Măieruș; comuna Măieruș        | 88                                         | sec. XV                       |                       | Raportează eroare |
| BV-II-m-B-11728                       | Casă                                         | sat Măieruș; comuna Măieruș        | 145                                        | sec. XVIII                    | Încarcă foto \| video | Raportează eroare |
| BV-II-m-B-11729 (RAN: 41391.08)       | Biserica „Adormirea Maicii Domnului”         | sat Măieruș; comuna Măieruș        | Str. Gării                                 | sec. XVIII                    | Alte imagini          | Raportează eroare |
| BV-II-m-B-11730 (RAN: 41159.01)       | Biserica „Sf. Nicolae”                       | sat Mărgineni; comuna Hârseni      | Str. Principală 153 45.73057°N 25.04556°E  | 1791                          |                       | Raportează eroare |
| BV-II-m-B-11731 (RAN: 41426.05)       | Biserica „Înălțarea Domnului”                | sat Mândra; comuna Mândra          | 253                                        | 1779                          | Alte imagini          | Raportează eroare |
| BV-II-a-B-11732 (RAN: 41275.03)       | Ansamblul bisericii evanghelice fortificate  | sat Mercheașa; comuna Homorod      | 339 46.11638°N 25.33611°E                  | sec. XIII-XIX                 | Alte imagini          | Raportează eroare |
| BV-II-m-B-11732.01 (RAN: 41275.03.02) | Biserica evanghelică                         | sat Mercheașa; comuna Homorod      | 339                                        | sec. XIII - XVIII,1848 - 1858 |                       | Raportează eroare |
| BV-II-m-B-11732.02 (RAN: 41275.03.01) | Incintă fortificată, turn, anexe             | sat Mercheașa; comuna Homorod      | 339                                        | sec. XVI - XVII               |                       | Raportează eroare |
| BV-II-a-B-11733 (RAN: 40731.04)       | Ansamblul rural „Strada Principală”          | sat Meșendorf; comuna Bunești      | Str. Principală, ambele laturi ale străzii | sec. XVII-XIX                 | Alte imagini          | Raportează eroare |
| BV-II-a-A-11734 (RAN: 40731.03)       | Ansamblul bisericii evanghelice fortificate  | sat Meșendorf; comuna Bunești      | 61 46.09055°N 24.98°E                      | sec. XIV - XVI                | Alte imagini          | Raportează eroare |
| BV-II-m-A-11734.01 (RAN: 40731.03.02) | Biserica evanghelică                         | sat Meșendorf; comuna Bunești      | 61                                         | sec. XIV - XVI                |                       | Raportează eroare |
| BV-II-m-A-11734.02 (RAN: 40731.03.01) | Incintă fortificată, cudouă turnuri, zwinger | sat Meșendorf; comuna Bunești      | 61                                         | cca. 1495, ref. sec. XVI      |                       | Raportează eroare |
| BV-II-m-B-11735 (RAN: 41480.01)       | Biserica „Sf. Nicolae”                       | sat Moieciu de Jos; comuna Moieciu | 200                                        | 1761                          | Încarcă foto \| video | Raportează eroare |
| BV-II-m-B-11736                       | Gospodăria Bucur Bangălă                     | sat Moieciu de Sus; comuna Moieciu | 175, Valea Băngăleasa                      | sec. XIX                      | Încarcă foto \| video | Raportează eroare |